# Lezama (Biscaye)
Pour les articles homonymes, voir Lezama.
Lezama (anciennement Santa María de Lezama) est une commune de Biscaye dans la communauté autonome du Pays basque en Espagne.

## Géographie
Situé dans la vallée du Txorierri, par lequel parcours la rivière Asua, comprend une zone centrale plate, limitée par deux alignements montagneux. Au sud, des sommets au-dessus des 350 m, qui terminent dans la montagne Santa Marina (477 m) le séparent de la vallée de l'Ibaizabal. Par le nord les montagnes Irurimendi (238 m), Xantoibaso (302 m) et Urrusti (349 m). Une série de cours d'eau qui descendent de ces montagnes forment la tête de la rivière Asua, qui se dirige à Zamudio.
La commune est limitée à l'est par le territoire de Larrabezua, au sud par Galdakano, à l'ouest par Zamudio et au nord par Gamiz.
Les alentours de secteurs industriels ont favorisé l'emploi de la plus grande partie de la population dans ce secteur industriel. Les secteurs agricole et d'élevage conservent une grande importance et donnent un travail important à une partie des habitants, même s'il est à temps partiel.

### Quartiers
Les quartiers de Lezama sont: Aretxalde, Garaioltza et Goitioltza.

## Histoire
L'elizate appartient à la mérindade d'Uribe. Les nombreuses maisons solaires et les tours de lignée qui ont été bâties dans leur juridiction révèlent des fortes racines médiévales. On peut citer les plus anciennes, la maison de Basabil et Arechavaleta, dont la fondation a été attribuée aux deux fils du capitaine Emengoa, au Xe siècle, et la maison solaire d'Oxangoiti construite durant l'année 1024 par un certain Percibo Caballero.
La tradition indique à un descendant de cette dernière comme auteur et premier propriétaire de la tour Lezama, qu'elle a logé une des principales lignées de la seigneurie et a donné le nom à cette elizate, qui a été guerrière dans les conflits fréquents avec d'autres parties. Pedro Ruiz de Lezama a reconstruit et a étendu la tour en 1360, dans ses alentours on a livré, cinquante années plus tard, une bataille aggravée, entre les Lezama et les Diaz de Landa. Peu ensuite (1420), les Lezama se sont alliés avec Pedro Cigor et s'en prendront, dans forte offensive, contre Rodrigo et Fortun Aguirre-Zugasti. Après une rencontre féroce entre les deux parties, le gendre de Fernando de Lezama, qui était en outre fils de l'archiprêtre de Larrabetzu a été décapité par ses ennemis devant la porte de sa maison. Ce décès a été un motif de longues et nombreuses luttes, qui sont atténuées grâce à des liaisons matrimoniales et à l'intervention active de la justice, qui a fini par pacifier les guerres des bandes.
À cette époque nous trouvons installés à Lezama les Goitia, Larragoiti, Madariaga, Basozábal, Olazarra, Ugarte et Suquía, entre autres, qui n'ont pas échappé aux conflits turbulents qu'a vécus la seigneurie dans le bas Moyen Âge.
La maison solaire d'Oxangoiti érigea au XIIIe siècle l'église paroissiale de Santa María. L'exercice de son patronat a été fait don par les propres paroissiens Juan Alonso de Mújica et à son fils Gómez González, propriétaires de la maison solaire de Butrón, à la fin du XVe siècle, avec la condition approuvée par le Pape Jean II, d'accorder priorité aux "pilongos" dans la présentation des bénéficiaires avant les étrangers.
Elle était régie par un fidèle qui occupe le siège 41 dans les Juntas Generales de Gernika.

### Sources
- (es) Cet article est partiellement ou en totalité issu de l’article de Wikipédia en espagnol intitulé « Lezama (Vizcaya) » (voir la liste des auteurs).